# Відзнаки Головнокомандувача Збройних сил України
Почесні нагрудні знаки Головнокомандувача Збройних Сил України встановлені відповідно до Наказу Головнокомандувача Збройних Сил України № 187 від 5 липня 2023 року «Про почесні нагрудні знаки Головнокомандувача Збройних Сил України».
Нагрудні знаки можуть бути у вигляді медалей та хрестів, контур яких може бути простої або складної форми (трикутник, ромб, квадрат, коло, овал, багатокутник, багатопроменева зірка тощо). Вони не можуть відтворювати державні нагороди України та заохочувальні відзнаки Міністерства оборони України.
Рішення про встановлення нагрудних знаків приймає Головнокомандувач Збройних Сил України.

## Передісторія
Посада Головнокомандувача Збройних сил України відокремлена від посади Начальника Генерального штабу 27 березня 2020 року згідно зі ст.  8 Закону України «Про Збройні Сили України». До червня 2022 року Головнокомандувачем ЗСУ використовувалась система відзнак Начальника Генерального штабу.

## Історія створення

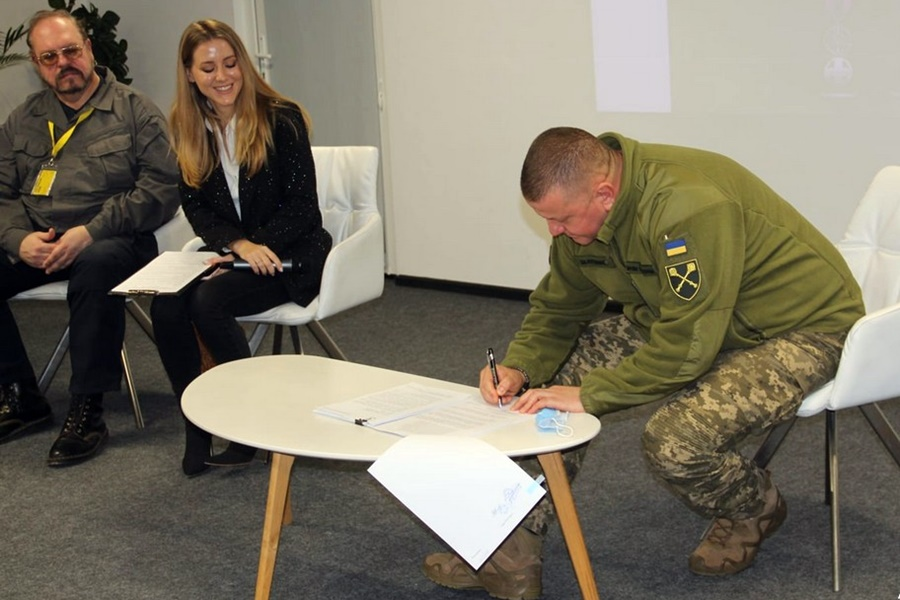
Валерій Залужний підписує наказ про відзнаки Головнокомандувача ЗСУ, ліворуч — автор ескізів нагород, художник Олексій Руденко

Почесні нагрудні знаки Головнокомандувача Збройних Сил України встановлені відповідно до Наказу Головнокомандувача Збройних Сил України № 411 від 23 грудня 2021 року «Про почесні нагрудні знаки Головнокомандувача Збройних Сил України», який остаточно набув чинності 1 червня 2022 року. Таким чином була створена нагородна система Головнокомандувача ЗСУ, яка складалася із десятьох нагрудних знаків. Основою системи відзнак послужили проєкти нагород, що розроблялись у 2016 волонтерською спільнотою «Нове військо» для Міноборони та Міністерства у справах ветеранів України.
15 липня 2022 був оприлюднений наказ Головнокомандувача ЗСУ № 200, який вносив зміни в наказ № 411, з додаванням знака «Кращий сержант (старшина) Збройних Сил України». Цей знак був переформатованою раніше встановленою відзнакою, з новим дизайном. 5 липня 2023 був оприлюднений наказ Головнокомандувача ЗСУ № 187 «Про почесні нагрудні знаки Головнокомандувача Збройних Сил України» який відмінив наказ № 411. За новим наказом, з відзнак був прибраний знак «Кращий сержант (старшина) Збройних Сил України», натомість з'явились почесний знак «За сумлінну службу» та нагрудний знак до почесного нагрудного знака «Комбатантський хрест» «Честь та память». Також був дещо змінений порядок розташування нагород та деякі інші положення, зокрема порядок подання на нагородження. Вже 9 липня 2023 знак «Кращий сержант (старшина) Збройних Сил України» окремим наказом був знов доданий до нагородної системи Головнокомандувача, зі зміненим дизайном. Таким чином кількість відзнак Головнокомандувача досягла тринадцяти.

## Перелік відзнак
| №  | За наказом № 411 від 23 грудня 2021 року | За наказом № 187 та наказом від 9.07.2023        |
| -- | ---------------------------------------- | ------------------------------------------------ |
| 1  | «Хрест заслуги»                          | «Хрест заслуги»                                  |
| 2  | «Хрест хоробрих»                         | «Хрест хоробрих»                                 |
| 3  | «Золотий хрест»                          | «Сталевий хрест»                                 |
| 4  | «Срібний хрест»                          | «Срібний хрест»                                  |
| 5  | «Сталевий хрест»                         | «Золотий хрест»                                  |
| 6  | «Хрест Військова честь»                  | «Хрест Військова честь»                          |
| 7  | «Комбатанський хрест»                    | «За сумлінну службу»                             |
| 8  | «За незламність»                         | «Комбатанський хрест»                            |
| 9  | «За збережене життя»                     | «Честь та пам'ять»                               |
| 10 | «За сприяння війську»                    | «За незламність»                                 |
| 11 | —                                        | «За збережене життя»                             |
| 12 | —                                        | «За сприяння війську»                            |
| 13 | —                                        | «Кращий сержант (старшина) Збройних Сил України» |

## Хрест Заслуги

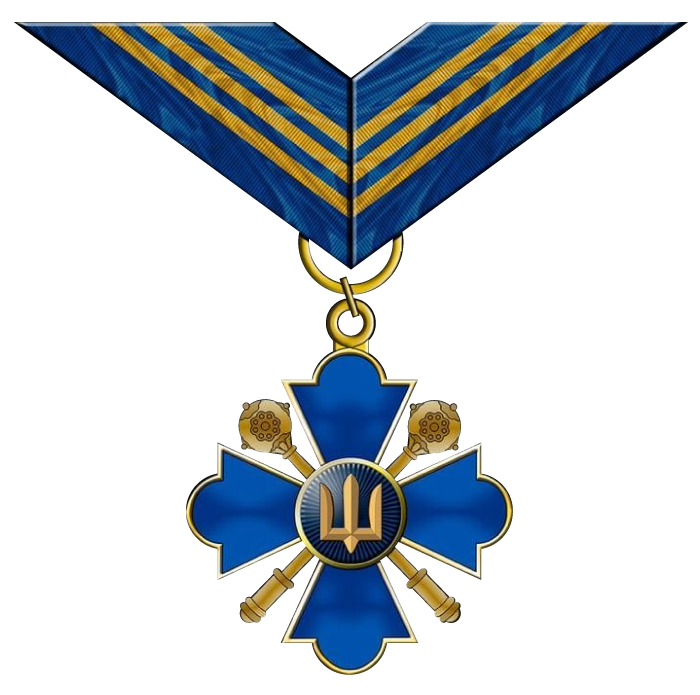

Нагрудний знак «Хрест Заслуги» є найвищим. Ним нагороджуються:
- військовослужбовці Збройних Сил України за особливі заслуги у захисті державного суверенітету, територіальної цілісності України та видатні успіхи в командуванні з'єднаннями, військовими частинами та підрозділами, керівництві органами військового управління та структурними підрозділами в мирний час та під час дії особливого періоду, в об'єднаних, антитерористичних операціях, а також операціях з підтримання миру та безпеки, визначний особистий внесок у справу розбудови і розвитку Збройних Сил України;
- працівники Збройних Сил України та інші особи за визначний особистий внесок у справу розбудови і розвитку Збройних Сил України, зміцнення співробітництва у військовій, науковій, соціальній, культурній та інших сферах життєдіяльності Збройних Сил України, волонтерську діяльність та інші заслуги.

До нагородження нагрудним знаком подаються:
- військовослужбовці, які раніше були нагороджені нагрудними знаками «Хрест хоробрих» або «Золотий хрест», або «Срібний хрест», або «Сталевий хрест» або «Хрест Військова честь» ;
- працівники Збройних Сил України та інші особи, які раніше були нагороджені нагрудним знаком «Сприяння війську».

У разі здійснення особою визначного вчинку вона може бути подана до нагородження без урахування вказаних вище вимог за рішенням Головнокомандувача Збройних Сил України.
Нагородження нагрудним знаком «Хрест Заслуги» здійснюється тільки один раз.

## Хрест хоробрих

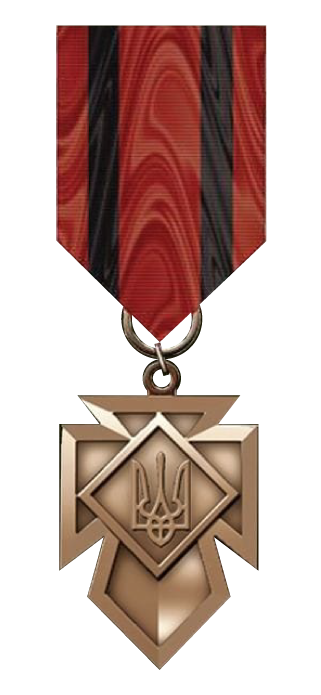
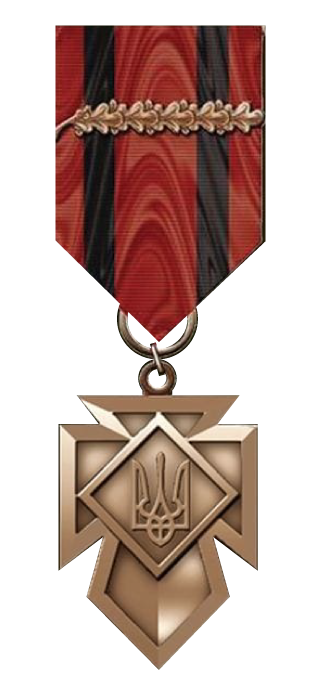
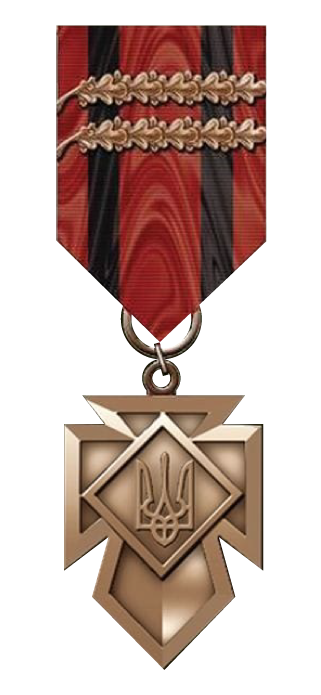

Нагрудним знаком «Хрест хоробрих» нагороджуються військовослужбовці та працівники Збройних Сил України за героїчний вчинок, пов'язаний з ризиком для життя (здоров'я) під час участі у бойових діях об'єднаних, антитерористичних операцій, а також операціях з підтримання миру та безпеки, ліквідації наслідків природних та техногенних катастроф, інших надзвичайних ситуацій.
Нагрудним знаком можуть нагороджуватися повторно, при чому загальна кількість нагороджень не має перевищувати трьох разів. У разі повторного нагородження особі вручається металеве зображення із бронзи «Гілка дубового листя», яке розміщується на стрічці нагрудного знака.

## Сталевий хрест

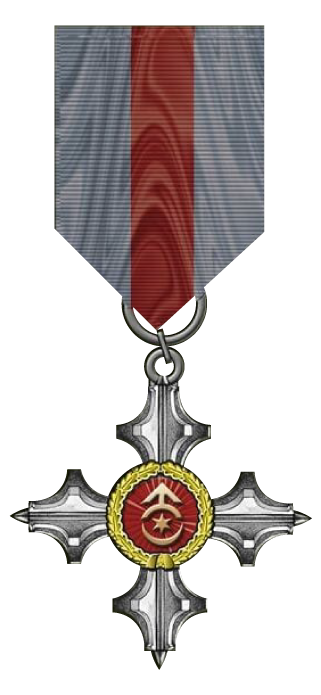
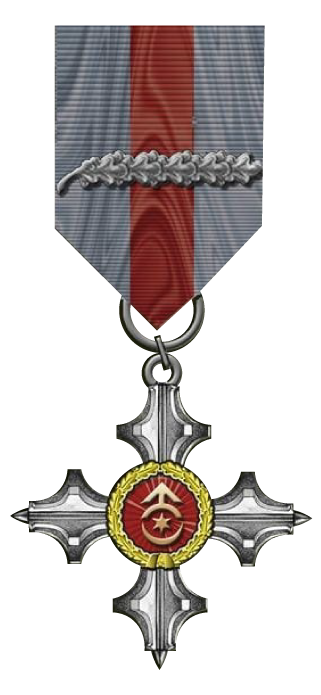
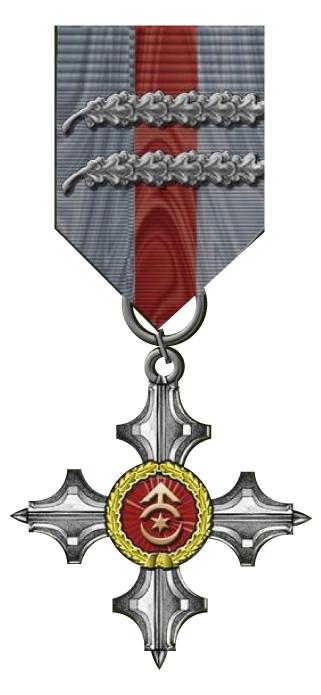

Нагрудним знаком «Сталевий хрест» нагороджуються особи офіцерського складу Збройних Сил України за планування, організацію та керівництво воєнними діями.
Нагрудним знаком можуть нагороджувати повторно, при чому загальна кількість нагороджень не може перевищувати трьох разів. У разі повторного нагородження особі вручається металеве зображення сталевого кольору «Гілка дубового листя», яке розміщується на стрічці нагрудного знака.

## Срібний хрест

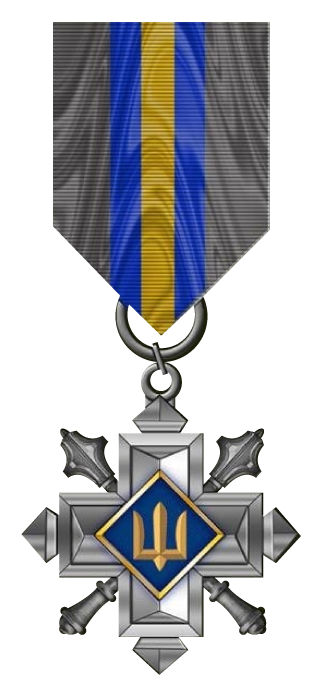
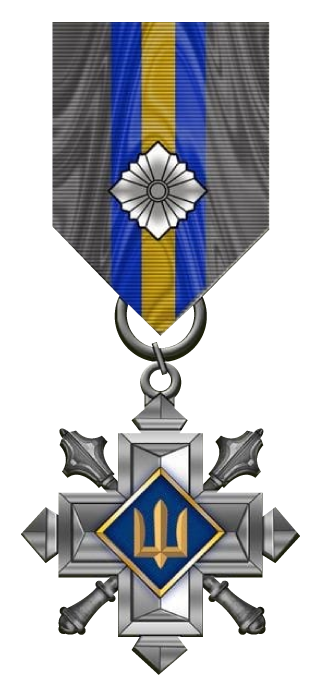
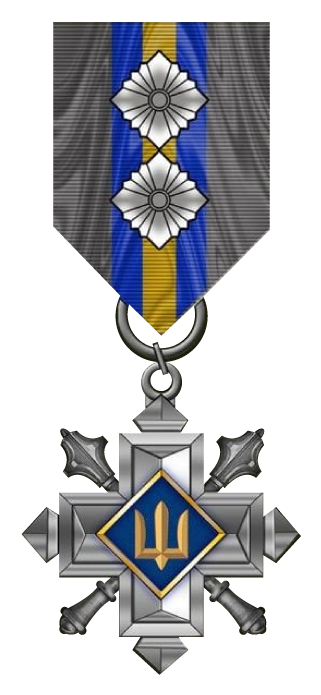

Нагрудним знаком «Срібний хрест» нагороджуються особи офіцерського складу Збройних Сил України за успішне планування і реалізацію завдань під час керування особовим складом в бою.
У виняткових випадках (відсутність або загибель офіцера) нагрудним знаком можуть бути нагороджені особи рядового та сержантського і старшинського складу Збройних Сил України, які виконували обов'язки командира і взяли на себе відповідальність та командування особовим складом під час виконання бойових завдань чи/або ведення бойових дій.
Нагрудним знаком можуть нагороджувати повторно, при чому загальна кількість нагороджень не може перевищувати трьох разів. У разі повторного
нагородження особі вручається металеве зображення ромбічного знака «Зоря», яке розміщується на стрічці нагрудного знака.

## Золотий хрест

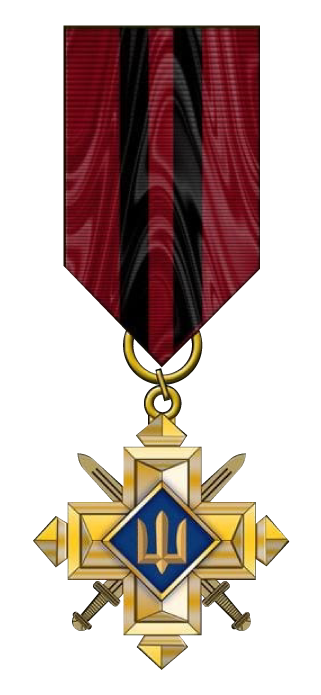
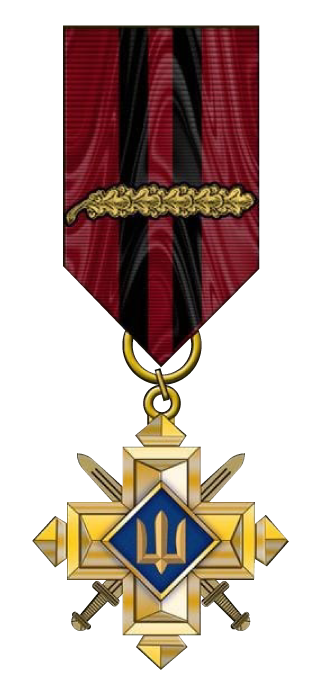
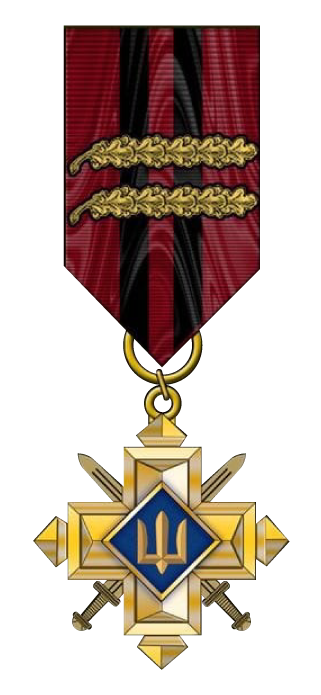

Нагрудним знаком «Золотий хрест» нагороджуються особи рядового і сержантського (старшинського) складу Збройних Сил України за проявлену мужність і успішне виконання завдань під час бою.
Нагрудним знаком можуть нагороджуватися повторно, при чому загальна кількість нагороджень не має перевищувати трьох разів. У разі повторного нагородження особі вручається металеве зображення золотого кольору «Гілка дубового листя», яке розміщується на стрічці нагрудного знака.
Нагрудним знаком, як правило, нагороджуються особи, які раніше нагороджувалися нагрудним знаком «Сталевий хрест» або у разі здійснення особою визначного вчинку.

## Хрест Військова честь

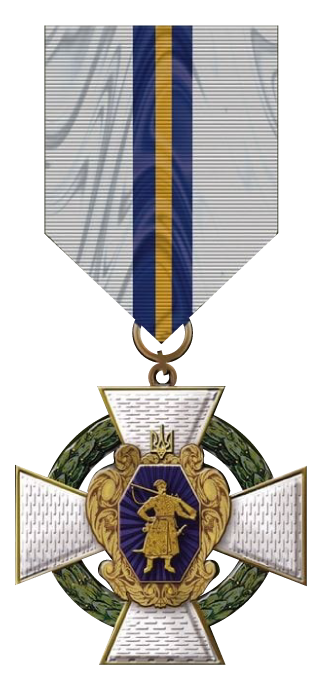

Нагрудним знаком «Хрест Військова честь» нагороджуються особи сержантського і старшинського та офіцерського складу Збройних Сил України за значний особистий внесок у розвиток сектору національної безпеки й оборони, розбудову Збройних Сил України, становлення і підвищення бойового потенціалу видів, родів військ (сил) Збройних Сил України, їх реформування і адаптацію до вимог і стандартів НАТО.

## За сумлінну службу

Нагрудним знаком «За сумлінну службу» нагороджуються військовослужбовці Збройних Сил України за сумлінне виконання поставлених завдань, стійкість до викликів в бою та поза ним, вірність бойовому братерству, системність і наполегливість у вдосконаленні військової справи, відданість місії захисту української державності та народу України.
Військовослужбовця може бути нагороджено нагрудним знаком один раз.
У центрі медалі зображений полум'яний хрест з перехрещеними мечами вістрями додолу. Обабіч розміщені зображення Військового тризуба. На верхній та нижній частині стрічки вміщено девіз Pro aris et focis — За вівтарі та вогнища.
На реверсі розміщено напис: Честь, Обов'язок, Відданість.

## Комбатанський хрест

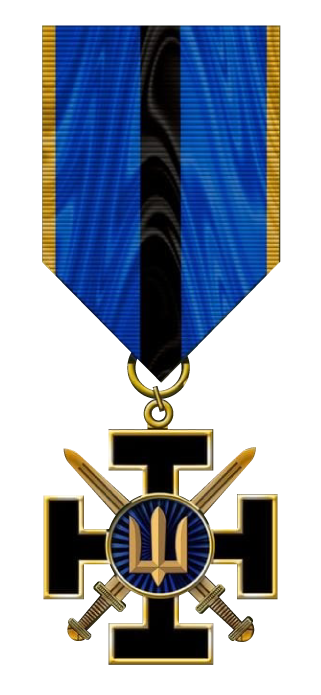

Нагрудним знаком «Комбатанський хрест» нагороджуються:
- військовослужбовці Збройних Сил України які мають статус учасника бойових дій, при звільненні з військової служби в запас (відставку) за станом здоров'я;
- особи, які брали участь у відбитті збройної агресії проти України і вже звільнені з військової служби у запас (відставку) за станом здоров'я.

Нагородження нагрудним знаком може бути проведено посмертно. У разі посмертного нагородження нагрудний знак вручається сім'ї такого нагородженого на знак вдячності і пам'яті, для подальшого зберігання в родині. У разі посмертного нагородження одночасно із нагрудним знаком «КОМБАТАНТСЬКИЙ ХРЕСТ» вручається нагрудний знак «ЧЕСТЬ ТА ПАМ'ЯТЬ» як особливий знак поваги до родини загиблого. Нагрудний знак «ЧЕСТЬ ТА ПАМ'ЯТЬ» вручається в одному екземплярі.

## За незламність

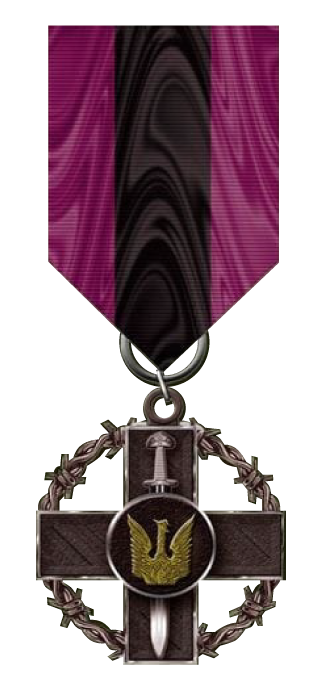

Нагрудний знак «За незламність» вручається військовослужбовцям та працівникам Збройних Сил України, які перебували в полоні.

## За збережене життя

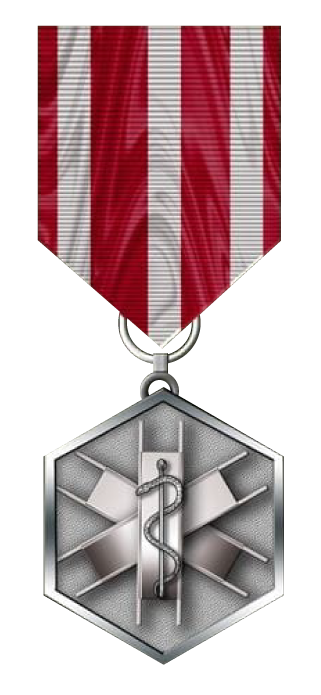

Нагрудний знак Головнокомандувача Збройних Сил України «За збереження життя» вручається військовослужбовцям та працівникам Збройних Сил України, які врятували життя людині (групі людей) під час участі у воєнних (бойових) діях чи
ліквідації наслідків природних та техногенних катастроф, інших надзвичайних ситуацій.
Нагрудним знаком можуть бути нагороджені також інші особи, якщо їхні дії врятували життя військовослужбовцю чи працівнику Збройних Сил України.

## За сприяння війську

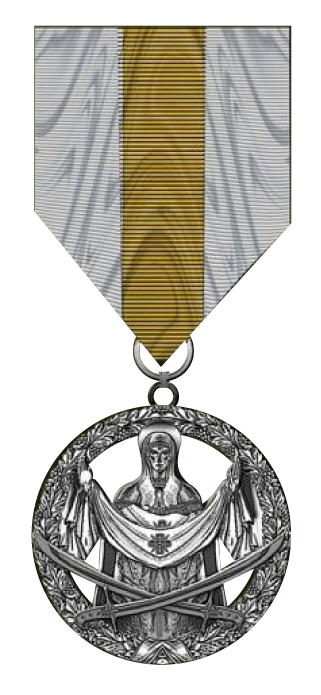

Нагрудним знаком «За сприяння війську» нагороджуються працівники Збройних Сил України та інші особи за значний особистий внесок у справу розбудови і розвитку Збройних Сил України, зміцнення співробітництва у військовій, науковій, соціальній, культурній та інших сферах життєдіяльності Збройних Сил України.
Нагрудним знаком нагороджуються:
- за значний особистий внесок у розбудову і розвиток Збройних Сил України;
- зміцнення співробітництва у військовій, науковій, соціальній, культурній та інших сферах життєдіяльності Збройних Сил України;
- популяризацію та просування іміджу Збройних Сил в Україні і світі, значний внесок у підтримку української героїки та військово-патріотичного виховання.

## Правила носіння та зберігання нагрудних знаків
Військовослужбовці Збройних Сил України носять нагрудні знаки з лівого боку грудей після заохочувальних відзнак Міністерства оборони України.
Нагрудний знак «ХРЕСТ ЗАСЛУГИ» носять на шиї.
Військовослужбовці Збройних Сил України розміщують нагрудні знаки на визначених Правилами носіння військової форми одягу предметах, нижче державних нагород України, відзнак Президента України, відомчих заохочувальних відзнак Міністерства оборони України, а за їх відсутності — на їх місці, в такій послідовності:
- нагрудний знак «ХРЕСТ ХОРОБРИХ»,
- нагрудний знак «СТАЛЕВИЙ ХРЕСТ»,
- нагрудний знак «СРІБНИЙ ХРЕСТ»,
- нагрудний знак «ЗОЛОТИЙ ХРЕСТ»,
- нагрудний знак «ХРЕСТ ВІЙСЬКОВА ЧЕСТЬ»,
- нагрудний знак «ЗА СУМЛІННУ СЛУЖБУ»,
- нагрудний знак «КОМБАТАНТСЬКИЙ ХРЕСТ»,
- нагрудний знак «ЗА НЕЗЛАМНІСТЬ»,
- нагрудний знак «ЗА ЗБЕРЕЖЕНЕ ЖИТТЯ»,
- нагрудний знак «ЗА СПРИЯННЯ ВІЙСЬКУ».

Працівники Збройних Сил України, інші цивільні особи — громадяни України — розміщують нагрудні знаки з лівого боку грудей на цивільному одязі з дотриманням визначеної для військовослужбовців Збройних Сил України послідовності.
Громадяни іноземних держав розміщують нагрудні знаки згідно з правилами носіння іноземних нагород своїх країн.
Військовослужбовці Збройних Сил України замість нагрудних знаків можуть носити планки до них, які розміщуються після планок державних нагород України, відзнак Президента України, відомчих заохочувальних відзнак Міністерства оборони України.
Працівники Збройних Сил України, інші цивільні особи — громадяни України — замість нагрудних знаків можуть носити планки до них на цивільному одязі з дотриманням визначеної для військовослужбовців Збройних Сил України послідовності.